# Mina subterránea

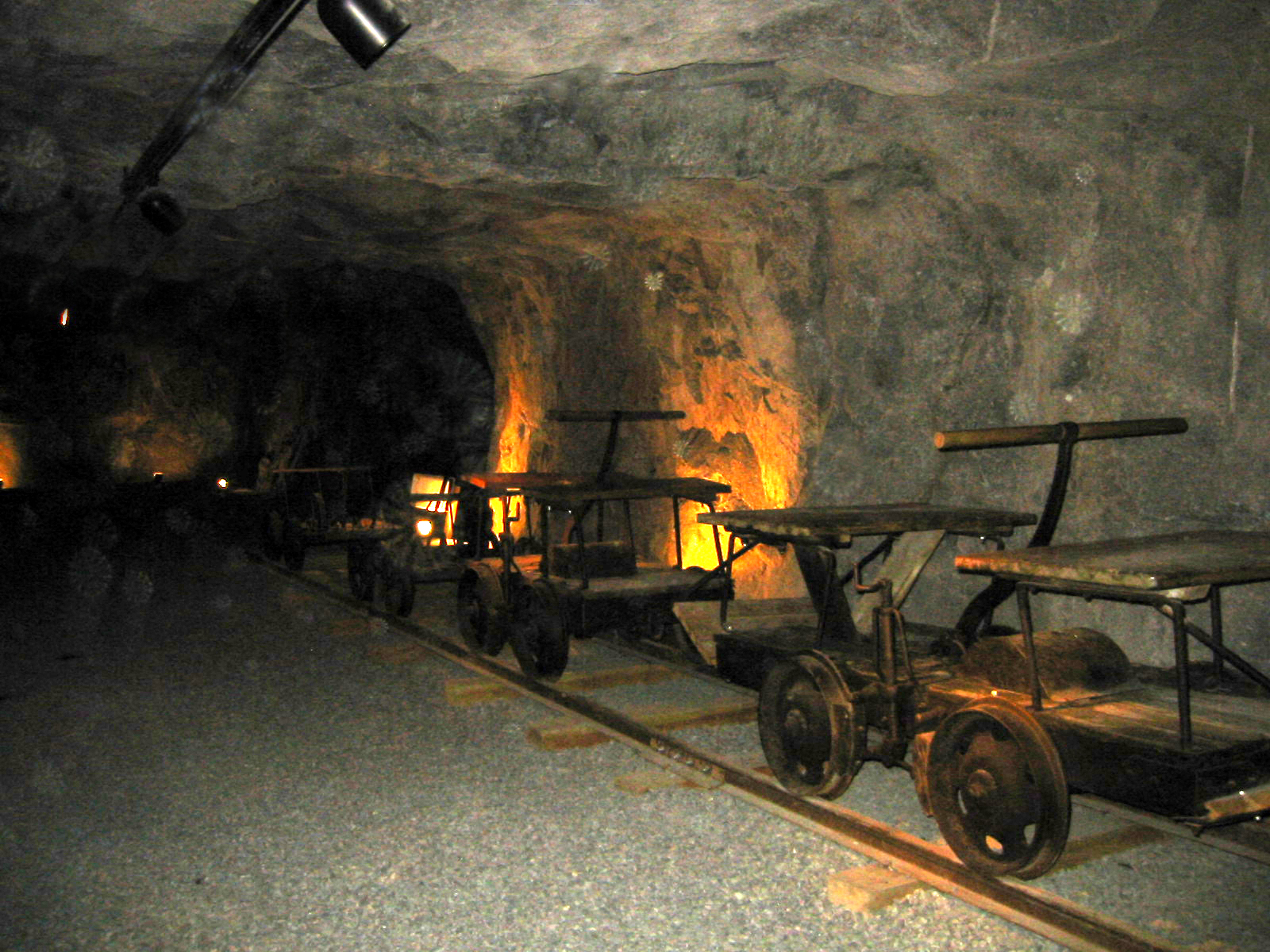
Mina.

Una mina subterránea es aquella explotación de recursos mineros que se desarrolla por debajo de la superficie del terreno. 
La explotación de un yacimiento mediante minería subterránea se realiza cuando su extracción a cielo abierto no es posible por motivos económicos, sociales o ambientales.
Para la minería subterránea se hace necesario la realización de túneles, pozos, chimeneas y galerías, así como cámaras. Los métodos más empleados son mediante túneles y pilares, hundimientos, corte y relleno (cut and fill mining), realce por subniveles (Sublevel Stopping) y cámaras-almacén (Shrinkage).

## Tipos
Se pueden dividir  en dos tipos, según la posición de las mismas con respecto al nivel del fondo del valle:

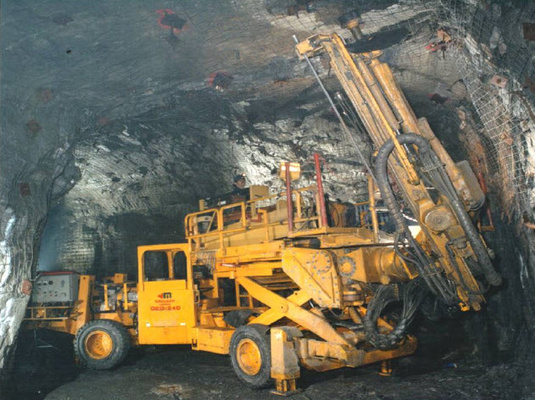
Perforadora

- Las que se encuentran por encima se denominan minas de montaña. En ellas el acceso es más fácil, al poder realizarse mediante galerías horizontales excavadas en las laderas del valle. Así mismo, el desagüe de las mismas se realiza por gravedad, a través de las labores de acceso.

- En las minas que se encuentran por debajo del nivel del fondo del valle es necesario excavar pozos (verticales o inclinados), labores de acceso que desciendan al nivel del yacimiento. En este caso el desagüe tiene que realizarse mediante bombas que impulsen el agua desde del interior de la mina a la superficie. Algunas de estas minas, se encuentran debajo del mar, como es el caso de la Mina del Carbón de Lota en Chile, lugar donde se grabó la película Subterra.

Pero también hay un posible derrumbe, por ello se utiliza gran maquinaria para evitarlo y buena comunicación (Factores económicos condicionantes).
Factores económicos condicionantes: Disponibilidad de buena mano de obra y de bajo costo, buenas vías comunicativas, todas las maquinarias en condiciones y el apoyo político.
Factores naturales condicionantes: La localización del yacimiento, pues depende de la estructura geológica del territorio y de la facilidad de extracción. Y mejora el trabajo de la gente para que no tenga paro y sea una inversión redituable.

## Ventilación
- Datos: Q4232315